# عین لوح
عین لوح (به فرانسوی: Ain Leuh) یک منطقهٔ مسکونی در مراکش است که در مکناس تافیلالت واقع شده‌است.

## خصوصیات
آئین لوح ۵٬۲۷۸ نفر جمعیت دارد.